# Westhausen (Württemberg)
Westhausen ist eine Gemeinde im Ostalbkreis in Baden-Württemberg, Deutschland.

## Geographie

### Lage
Westhausen liegt im Ostalbkreis und befindet sich im Jagsttal am Rande des Härtsfelds. Das Gemeindegebiet grenzt im Westen sowie im Süden an Aalen und im Norden an Ellwangen. Nordwestlich grenzt es an Rainau und östlich an Lauchheim. Das Gemeindegebiet erstreckt sich über eine Fläche von 3847 Hektar und ist zwischen 453 und 723 Meter hoch gelegen.
Die Stadt Aalen (Kernstadt) liegt vom Gemeindegebiet 6 km und die Stadt Ellwangen (Kernstadt) 7 km entfernt.
Der Wöllerstein ist mit 723 m ü. NHN die höchste Erhebung, welcher an den benachbarten Braunenberg angrenzt.

### Europäische Wasserscheide
Quer zur Autobahn A 7 (650 m ü. NN) verläuft die europäische Wasserscheide auf der Schwäbischen Alb (Härtsfeld).
In Nordrichtung fließt das Wasser über die Bäche und Flüsse Reichenbach bzw. Egelsbach, Jagst, Neckar und Rhein in die Nordsee.
In Südrichtung verlaufen zunächst die Wasseradern unterirdisch. An der Oberfläche gibt es am Anfang keine sichtbaren Bäche oder Flüsse. Durch den Kalkstein-Karstboden versickert das Wasser. Über die Flüsse Brenz oder die Egau fließt das Wasser in die Donau und schließlich in das Schwarze Meer.

### Gemeindegliederung
Die Gemeinde Westhausen besteht aus den nachfolgenden 13 Ortsteilen: Reichenbach, Westerhofen, Baiershofen, Immenhofen, Wagenhofen, Frankenreute, Jagsthausen, Forst und Vogel, Beerhalden, Lindorf, Lippach, Finkenweiler und Berg.

### Flächenaufteilung
Nach Daten des Statistischen Landesamtes, Stand 2014.

## Geschichte

### Frühe Geschichte
Der Ort entstand wahrscheinlich als frühmittelalterliche Siedlung zwischen 700 und 900 nach Christus und wurde von den Franken gegründet. Westhausen kommt vom Namen Westhusen, was so viel wie „Häuser im Westen“ bedeutet. Die erste urkundliche Erwähnung im Güterverzeichnis des Klosters Ellwangen stammt aus dem Jahre 1136. Während Lippach überwiegend zum Haus Oettingen gehörte, war Westhausen Teil der Fürstpropstei Ellwangen.

### 19. und 20. Jahrhundert
Im Rahmen der Mediatisierung und der Säkularisation aufgrund des Reichsdeputationshauptschlusses kamen beide Orte zum Königreich Württemberg, wo sie zum Oberamt Ellwangen zählten. Bei der Kreisreform während der NS-Zeit in Württemberg gelangten die Orte 1938 zum Landkreis Aalen.
Am 22. April 1945 ereignete sich im Ortsteil Lippach beim Durchzug von Einheiten der 12. US-Panzerdivision eine Verletzung des Kriegsvölkerrechts. Einige enthemmte GIs töteten 36 gefangene Uniformierte der Waffen-SS, die meist sehr jung waren. Dieses Ereignis wurde später als Massaker von Lippach bezeichnet.
1945 wurden die Orte Teil der Amerikanischen Besatzungszone und gehörten somit zum neu gegründeten Land Württemberg-Baden, das 1952 im jetzigen Bundesland Baden-Württemberg aufging.
Nach dem Zweiten Weltkrieg wuchs Westhausen durch die Nutzung der ehemaligen Collis-Werke – eines Rüstungsbetriebs im Zweiten Weltkrieg – auf rund 3000 Einwohner.

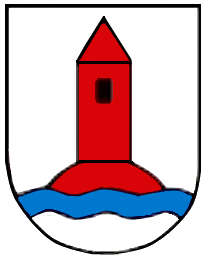
Wappen Lippachs

### Eingemeindungen und Kreisreform
Am 1. Januar 1972 wurde die bis dahin selbstständige Gemeinde Lippach nach Westhausen eingemeindet. Seit der Kreisreform 1973 gehört die Gemeinde zum neuen Ostalbkreis.

## Religionen
Auf Westhausen hatte die Reformation wenig Auswirkung. Auch noch heute gibt es zwei römisch-katholische Gemeinden. Die Kirchengemeinden St. Mauritius in Westhausen und St. Katharina in Lippach gehören zur Seelsorgeeinheit Kapfenburg des Dekanats Ostalb. Die knapp 1000 evangelischen Gläubigen haben zwar seit 1957 mit der Kreuzkirche ein eigenes Gotteshaus, gehören aber zur Kirchengemeinde Lauchheim (seit 2008: Kirchengemeinde Lauchheim-Westhausen).

## Politik

### Gemeinderat
Die Kommunalwahl am 9. Juni 2024 führte zu folgendem Ergebnis (mit Vergleichszahlen der Wahl 2019)::

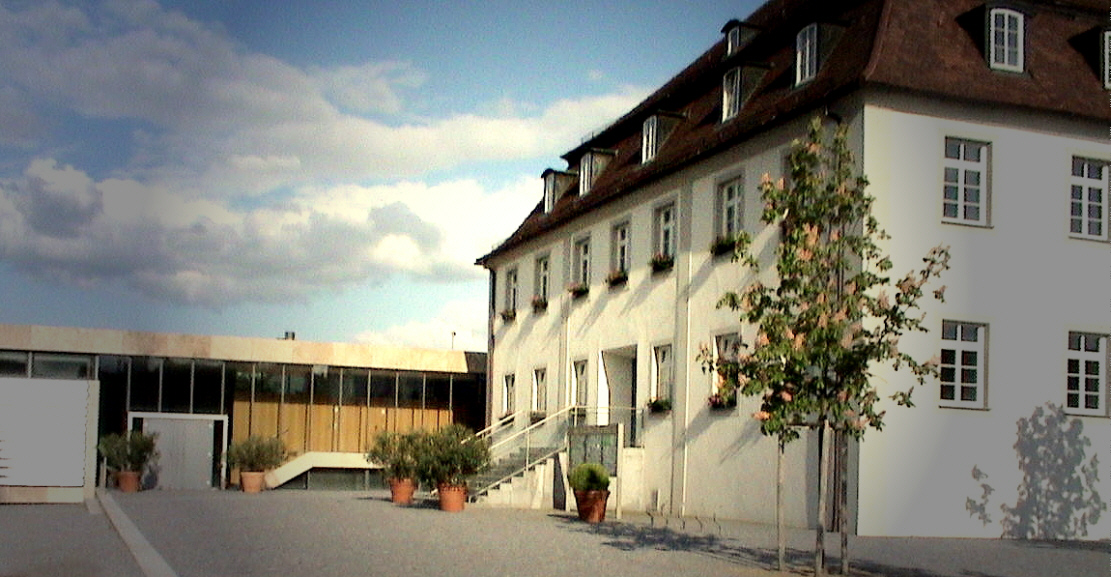
Rathaus Westhausen

| Partei / Liste          | 2024          | 2024   | 2019          | 2019   |
| Partei / Liste          | Stimmenanteil | Sitze  | Stimmenanteil | Sitze  |
| CDU / Freie Bürger      | 40,3 %        | 8      | 48,0 %        | 8      |
| Freie Bürgervereinigung | 34,2 %        | 6      | 20,2 %        | 3      |
| SPD                     | 16,0 %        | 3      | 18,8 %        | 3      |
| Grüne*                  | 09,5 %        | 2      | 13,0 %        | 2      |
| Wahlbeteiligung         | 68,4 %        | 68,4 % | 66,2 %        | 66,2 % |

* 2019: Freie Grüne

### Bürgermeister
1985–2018 war Herbert Witzany Bürgermeister von Westhausen. Er wurde erstmals im November 1985 mit 67,7 % der Stimmen zum Bürgermeister gewählt und 1993, 2001 und 2009 jeweils im Amt bestätigt. Nach 32 Amtsjahren trat er nicht mehr zur Wiederwahl an.
Seit 15. Februar 2018 übt Markus Knoblauch das Bürgermeisteramt aus; er wurde am 19. November 2017 mit 70,7 % der gültigen Stimmen für eine Amtszeit von acht Jahren gewählt.

### Verwaltungsverband
Die Gemeinde ist Mitglied im Gemeindeverwaltungsverband Kapfenburg mit Sitz in Westhausen.

### Wappen und Flagge
| Wappen der Gemeinde Westhausen | Blasonierung: „In Rot eine goldene (gelbe) Lilie.“ |
| Wappen der Gemeinde Westhausen | Wappenbegründung: Auf Grund eines Vorschlags der Archivdirektion Stuttgart vom Jahre 1930 nahm die Gemeinde das Lilienwappen des ehemaligen Ortsadels, eines ellwangischen Ministerialengeschlechts an. Das Wappen wurde 1930 genehmigt. |

Banner: „Das Banner ist grün-weiß-grün im Verhältnis 1:4:1 gespalten mit dem aufgelegten Wappen oberhalb der Mitte.“

## Kultur und Sehenswürdigkeiten

### Bauwerke und Baudenkmale
- Kreuzkirche (evangelisch)
- St.-Mauritius-Kirche (katholisch)
- Silvesterkapelle

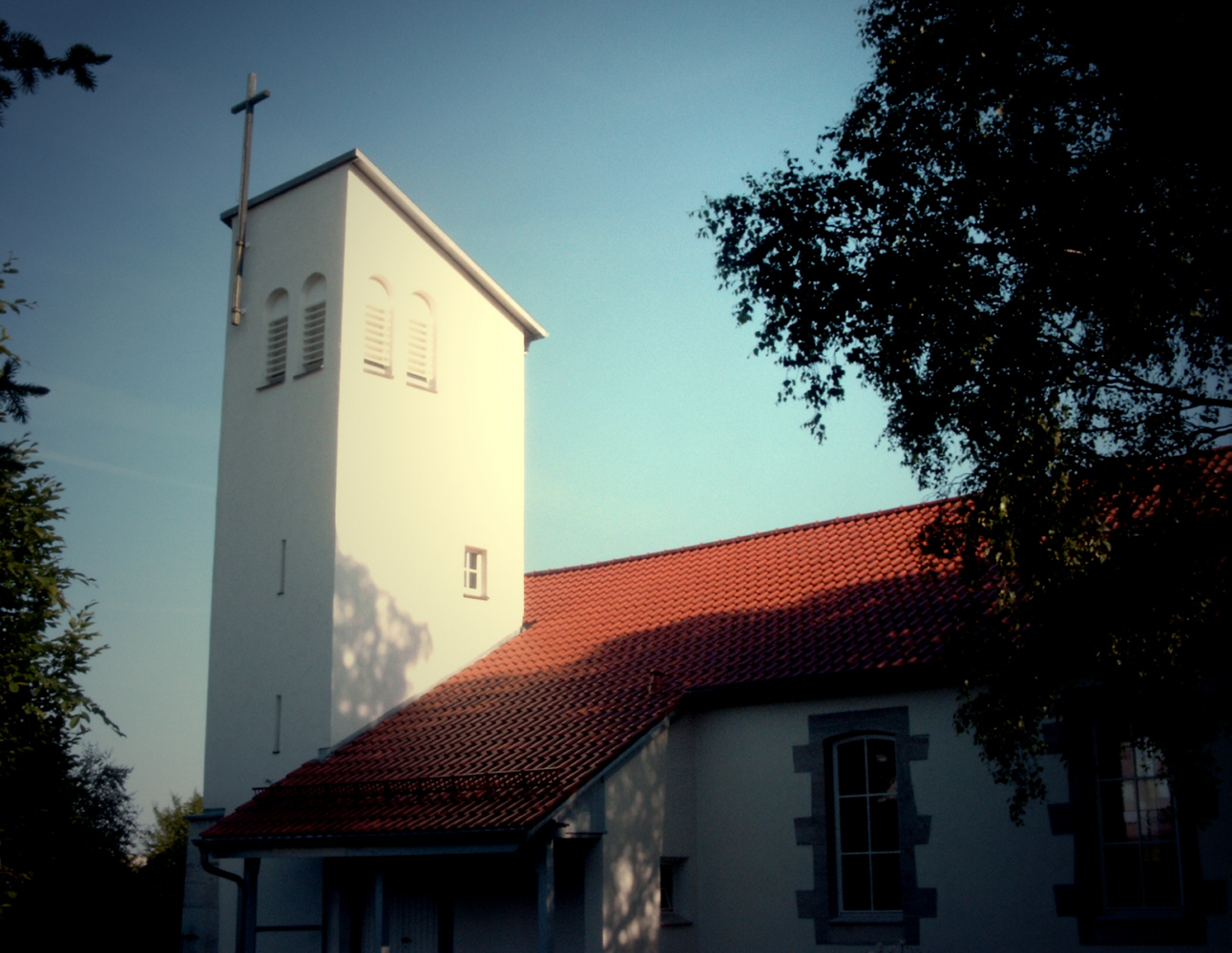
Kreuzkirche

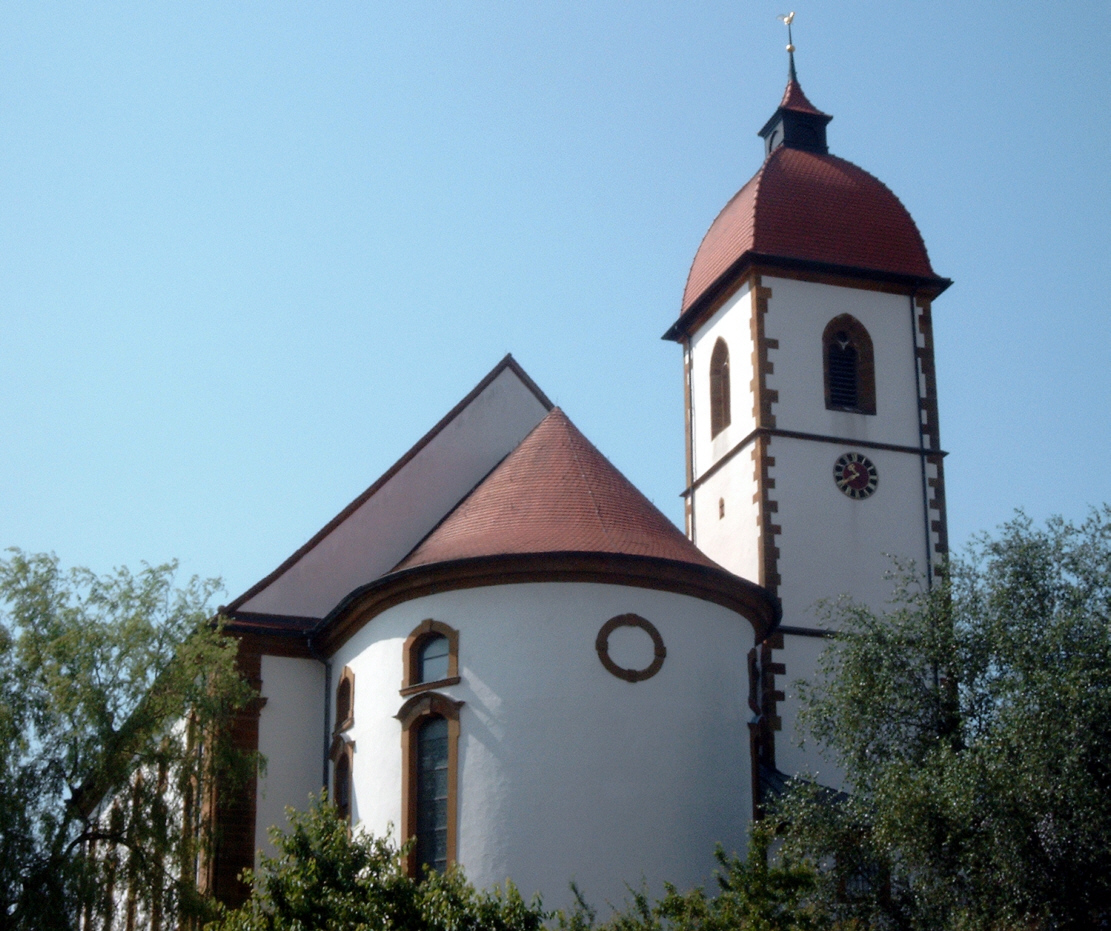
St.-Mauritius-Kirche

- Rathaus (ehemaliges Schloss Westhausen) mit modernem Anbau
- Feuerwehrhaus
- Agnesburgtunnel
- Jagsttalbrücke
- Wöllersteinhalle (große Sporthalle)
- beheiztes Freibad (nur Sommerbetrieb)
- beheiztes Hallenbad (nur Winterbetrieb)

### Parks
- Naherholungsgebiet Rainau/Buch
- Stausee in Buch
- Naherholungspark in der Silversterstraße

### Freizeit
- Das beheizte Freibad Westhausen zieht Besucher auch aus umliegenden Orten an.

### Sport
- Der Großsportverein TSV Westhausen hat 10 Abteilungen und rund 1800 Mitglieder[8]. Die Fußball-Abteilung spielt in der Kreisliga A. Die Jugendmannschaften spielen teilweise in einer Spielgemeinschaft mit dem Verein der Nachbargemeinde Lauchheim. Die Tennis-Abteilung spielt mit ihrer aktiven Mannschaft in Kreisstaffel und mit den Seniorenmannschaften sogar in höheren Spielklassen (Verbandsstaffel/Oberliga). Der beste Spieler der Tischtennis-Abteilung spielt in der Leistungsklasse 4 bei internationalen Turnieren und belegte auf dem TTV Mettingen den 15. Platz.
- Im örtlichen Schützenverein wird unter anderem auch die Sportart Bogenschießen angeboten, welche auf dem eigenen Bogenschießplatz ausgeübt werden kann.[9]

### Regelmäßige Veranstaltungen
- Der Silvesterritt in Westhausen erfreut sich jedes Jahr großer Beliebtheit. Reitergruppen aus dem ganzen Ostalbkreis treffen sich am Mittag des 31. Dezembers in Westhausen, um dreimal die Silvesterkapelle anzureiten und damit ein altes Gelöbnis einzuhalten. Über 200 Pferde und Reiter aber auch ein paar Kutschen und viele Pilger sind dabei.
- Ein Faschingsumzug findet jährlich statt.
- Der ortsansässige Motorsport-Verein MSC Neumühle veranstaltet meist jährlich die ganztägige Traktorpulling-Veranstaltung Bremswagaziaga.[10]

### Kulinarische Spezialitäten
Die wohl bekannteste Westhausener Spezialität heißt Sackschlupfer, ein kleiner, sehr luftig gebackener Hefezopf. Er wird aus zwei Strängen geflochten, die über Kreuz gelegt werden.

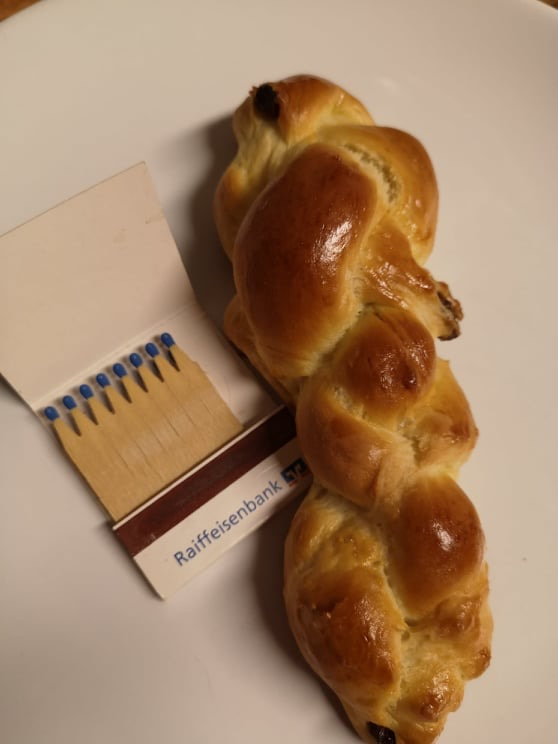
Sackschlupfer

Die traditionellen Maultaschen (auf Schwäbisch „Mauldasche“ genannt) kann man in Westhausen in jedem Restaurant kaufen. Sie haben eine grobe Fleischfüllung und ihre eigene Teigummantelung, deren Rezept nicht allgemein bekannt ist, sondern ausschließlich in den Gasthäusern von Generation zu Generation weitergegeben wird.

## Wirtschaft und Infrastruktur

### Verkehr
Westhausen ist durch die Bundesautobahn 7, Anschlussstelle Aalen/Westhausen, direkt über die Bundesstraße 29 erreichbar. Der 1987 für den Verkehr freigegebene dreispurige Albaufstieg der A 7 mit dem Agnesburgtunnel liegt auf dem Gebiet Westhausens. Zudem besitzt Westhausen durch die K 3319 eine direkte Verkehrsverbindung zur großen Kreisstadt Ellwangen und zur B 290.
Ferner besitzt Westhausen einen Haltepunkt an der Bahnstrecke Stuttgart-Bad Cannstatt–Nördlingen, der tagsüber stündlich in beide Richtungen bedient wird. Alle zwei Stunden gibt es umstiegsfreie Direktverbindungen von/nach München.
Durch Alltagsrouten aus dem Radnetz Baden-Württemberg ist Westhausen 
- über Rainau (Bucher Stausee und Ortsteile Schwabsberg und Saverwang) mit Ellwangen,
- mit Aalen (über dessen Stadtteile Oberalfingen, Hofen und Wasseralfingen) und
- über Lauchheim und Bopfingen in Richtung Nördlingen verbunden.

Durch Westhausen verläuft als Landes-Radfernweg der Kocher-Jagst-Radweg. Er ist ein Rundkurs entlang der beiden Flüsse Kocher und Jagst zwischen Bad Friedrichshall und einer Querverbindung zwischen den Tälern bei Aalen (Stadtteil Unterkochen) und Lauchheim.

### Einkaufsmöglichkeiten
Westhausen verfügt vor allem im Bereich Vollsortimenter und Discounter im Lebensmitteleinzelhandel über eine breite Abdeckung. Durch die am Ort ansässigen Märkte Aldi, Lidl, Netto, Rewe, NKD und dm-drogerie wird die gesamte Nahversorgung für die Gemeinde und den weiteren Umkreis sichergestellt.

### Internet
Die Gemeinde Westhausen verfügt über eine flächendeckende Breitband-Infrastruktur. Diese umfasst eine Kabel-Internet-Breitband-Infrastruktur. Dadurch sind in der Gemeinde Westhausen Breitband-Internet-Verbindungen mit Übertragungsraten von über 1000 MBit/s, basierend auf einem Glasfasernetz, durch den TV-Kabelanschluss von Unitymedia möglich. Des Weiteren ist eine VDSL/DSL-Netzabdeckung vorhanden.
Ferner ist das gesamte Gewerbegebiet flächendeckend mit FTTB/FTTH-Glasfaseranschlüssen versorgt. Das Glasfasernetz wurde 2009 im Rahmen eines einzigartigen Pilotprojektes, welches erstmals in Ostwürttemberg realisiert wurde flächendeckend in einem Gewerbegebiet aufgebaut. Durch diese LWL-Infrastruktur sind technisch nahe zu unbegrenzte Datenübertragungsraten möglich.

### Mobilfunk
Die Gemeinde Westhausen verfügt zudem über eine flächendeckende LTE und UMTS-Netzabdeckung. Dadurch sind sehr schnelle mobile Übertragungsraten mit über 375 MBit/s flächendeckend über das LTE-Mobilfunknetz möglich.

### Ansässige Unternehmen
Ein wichtiger Arbeitgeber in Westhausen ist der Werkzeughersteller Apex Tool Group, der hier einen Fertigungsstandort und die Hauptniederlassung für Europa hat. Des Weiteren betreibt die GEO DATA GmbH im Gewerbegebiet Waage ihren Europa-Hauptsitz. Viele Arbeitsplätze stellt OstalbPA zur Verfügung. Die Firma ist bekannt für ihre Großbühnen für große Events.

### Bildung
In Westhausen gibt es mit der Propsteischule seit 2012 eine Gemeinschaftsschule sowie mit der Jagsttalschule eine Förderschule für geistig Behinderte. Außerdem gibt es drei gemeindliche und einen römisch-katholischen Kindergarten.

## Persönlichkeiten
- Franz Xaver Müller (1741–1817), römisch-katholischer Priester, Abt des Klosters Kaisheim
- Franz Feilmayr (1870–1934), Politiker, Reichstagsabgeordneter; ist im Ortsteil Westerhofen geboren
- Max Seckler (* 1927), Fundamentaltheologe
- Markus Elmer (* 1952), Fußballspieler, spielte in der A-Jugend für den TSV Westhausen